# 21109 Зюнкель
21109 Зюнкель (21109 Sünkel) — астероїд головного поясу, відкритий 4 вересня 1992 року.
Тіссеранів параметр щодо Юпітера — 3,163.